# Fontaine-le-Pin
Fontaine-le-Pin é uma comuna francesa na região administrativa da Normandia, no departamento Calvados. Estende-se por uma área de 8,45 km². Em 2010 a comuna tinha 360 habitantes (densidade: 42,6 hab./km²).